# Radiopilot
Radiopilot war eine deutsche Band aus Berlin. Die Gruppe bezeichnete sich selbst als Popband, deren Musik mit  Elementen des Rock angereichert ist.

## Geschichte
Als Vorläufer der Band gilt die Band Greensession, die bis auf den heutigen Sänger Lukas Pizon dieselben Bandmitglieder plus wechselnde Sänger hatte. Greensession wurde 1999 gegründet, anfangs mit deutschsprachigen sowie mehreren englischsprachigen Songs, seit 2002 nur noch mit deutschen Texten. Schon damals konnten diverse Bandwettbewerbe gewonnen werden. Sänger waren unter anderem Tobias Heintz und später Shai Hoffmann.
In der heutigen Zusammensetzung wurde die Band im Jahr 2005 von Lukas Pizon (Gitarre, Gesang), Rafael Triebel (Gitarre), Benjamin Steinke (Bass), Christoph Hengelhaupt (Schlagzeug) und Florian Büttner (Keyboard) unter dem Namen Kimono gegründet. Mit diesem Namen nahm sie erfolgreich am Emergenza-Wettbewerb teil und schaffte es bis in das Finale des Wettbewerbes beim Taubertal-Festival.
Im Frühjahr 2006 benannte sich Kimono dann in Radiopilot um, im Anschluss daran nahmen sie am John Lennon Talent Award Wettbewerb teil, bei dem sie den ersten Platz belegten. 2007 erhielt Radiopilot einen Plattenvertrag bei der Sony BMG Columbia Deutschland.
Das Debütalbum Leben passiert wurde von Mai 2007 bis November 2007 im Bochumer Mohrmann Studio gemeinsam mit Produzent O.L.A.F. Opal (u. a. The Notwist, Juli) aufgenommen. Während der Aufnahmen entstand der Videoclip zu Foto von dir (Regie: Waldemar Borth). Im November 2007 tourte Radiopilot als Vorgruppe von Juli, dabei wurde die selbstproduzierte 1.21 Gigawatt EP kostenlos verteilt. Im März 2008 ging Radiopilot auch mit Moneybrother auf Tournee.
Im Frühjahr 2008 wurde über iTunes und andere Downloadportale die Downloadsingle Fahrrad veröffentlicht. Der dazugehörige Videoclip (Regie: Ole Ziesemann) lief beim Musiksender Yavido. Fahrrad ist außerdem Teil des Soundtracks des Computerspiels FIFA 09. Danach begann Radiopilot eine längere Tour als Vorgruppe von Ich+Ich. Am 1. August 2008 wurde die erste physische Singleauskopplung Monster veröffentlicht, das dazugehörige Video (Regie: Daniel Lwowski) lief beim Musiksender MTV. In die deutschen Singlecharts stieg „Monster“ auf Platz 82 ein.
Am 22. August 2008 folgte das einzige Album der Band Leben passiert. Im Dezember startete die dazugehörige Leben-passiert-Tour.
Ab Dezember 2009 stellte die Band neun Mal jeden Monat ein neues Lied im Radiopilot Singles Club zum kostenlosen Download auf ihrer Internetseite zur Verfügung. Ein zweites Album wurde jedoch nie veröffentlicht. Nachdem es zuletzt bereits länger ruhig um die Band geworden war, gab sie im Juni 2013 offiziell ihre Auflösung bekannt.
Seit Januar 2010 verstärkt Lukas Pizon die Berliner Kreativabteilung des Majorverlages Sony/ATV Music Publishing Germany als A&R-Manager.
Im Mai 2024 veröffentlichte die Band die Single „Halten“.

## Videos
Die Band produzierte zusätzlich zu den normalen Musikvideos alternative Versionen für die Fans. Ein Beispiel dafür ist der mit Legofiguren produzierte Clip zur Single Fahrrad, der auch während der Konzerte auf Bildschirmen gezeigt wurde. Außerdem wurden einige kleine Videoreihen in Eigenregie verfilmt. Zwei Kunstwerke, die im Rahmen der Fahrradiopilot dreht am Rad-Reihe entstanden, wurden bei eBay versteigert und der Erlös einer Reinickendorfer Verkehrsschule gespendet. Oft wurden die Videoaufnahmen von Fans aktiv unterstützt.

## Diskografie
- 1.21 Gigawatt Demo (EP, 16. November 2007)
- Fahrrad (Download-Single, 28. März 2008)
- iTunes Live: Berlin Festival (Download-EP, 2. Juni 2008)
- Monster (Single, 1. August 2008)
- Leben passiert! (Album, 22. August 2008)
- Post #1 – Titellied der Perry Rhodan Hörspiel-Staffel ab Folge 19 (16. September 2008)
- Titelmelodie zur Hörspielserie Die drei ??? ab Folge 125 (10. Oktober 2008)
- Immer wenn wir träumen (Download-Single, 29. Mai 2009)